# Lata Sabharwal
Lata Sabharwal (Indija) indijska je filmska i televizijska glumica. Hrvatskim je gledateljima najpoznatija po ulozi Jaye u indijskoj televizijskoj seriji Tvoja sam sudbina.

## Biografija
Lata Sabharwal je 48 - godišnja indijska televizijska glumica, koja je odigrala nekoliko uloga u Bollywoodskim filmovima. Vivah je bio najuspješniji film u kojem je bila dio glumačke ekipe, a svoje glumačke sposobnosti pokazala je i u filmovima Ishq Vishq and Raghu More. 
Osim u Bollywoodskim filmovima također je glumila u nekoliko televizijskih serija. 
Udana je za svog “televizijskog supruga” iz serije Yeh Rishta Kya Kehlata Hai, po imenu Sanjeev Seth.

## Filmografija
| Godina | Naslov                     | Uloga                             |
| ------ | -------------------------- | --------------------------------- |
| 2008.  | Tvoja sam sudbina          | Jaya                              |
| 2008.  | Yeh Rishta Kya Kehlata Hai | Rajshri Vishambar Nath Maheshwari |
| 2006.  | Vivah                      | Bhavna                            |
| 2005.  | Shaka Laka Boom Boom       | Sanjueva majka                    |
| 2003.  | Ishq Vishk                 | -                                 |
| 2003.  | Raghu More                 | -                                 |